# Muara Sindang Ilir
Muara Sindang Ilir is een bestuurslaag in het regentschap Ogan Komering Ulu Selatan van de provincie Zuid-Sumatra, Indonesië. Muara Sindang Ilir telt 1212 inwoners (volkstelling 2010).